# Benyamin Habib
Benyamin Habib est un homme politique britannique.
En 2019 il est élu député européen du Parti du Brexit.